# Robert Monroe
Robert A. Monroe (USA, 1915 - 1995) byl podnikatel, významný průkopník ve zkoumání lidského vědomí a zakladatel Hemi-Sync® a Monroeova institutu, jenž je celosvětovou organizací zabývající se rozšiřování lidského potenciálu. Je také autorem trilogie Cesty mimo těla, Daleké cesty a Návrat k pramenům, v nichž popisuje svoje zážitky s mimotělní zkušenosti.

## Život
Monroe se narodil v Indianě 30. října roku 1915 a byl třetím ze čtyř dětí svého otce, profesora na vysoké škole, a matky jenž byla lékařkou v Lexington v Kentucky. Dětství strávil zde v tomto městě a poté začal navštěvovat Ohijskou státní univerzitu. Po jejím absolvování v roce 1937 začal pracovat jako režisér dvou ohijských rádiových stanic. Po dvou letech se odstěhoval do New Yorku, kde rozvíjel svou kariéru ve vysílání, produkoval a režíroval týdenní rozhlasové programy a nakonec vytvořil svou vlastní radio produkční společnost.
Během roku 1950 vyráběla jeho společnost 28 rozhlasových pořadů za měsíc, včetně populárních kvízových relací Take a Number a Meet Your Match. V této době se Monroe stal známým jako skladatel hudby pro rozhlas, televizi a filmy. Také vystupoval jako viceprezident a člen představenstva pro sítě systému Mutual Broadcasting, byl uveden v Kdo je kdo v Americe, a byl zveřejněn v časopisech a novinových článcích ohledně rozhlasové tvorby. V návaznosti na tento úspěch, Monroeova produkční společnost získala několik rozhlasových stanic v Severní Karolíně a ve Virginii.
V roce 1956 firma zřídila oddělení výzkumu a vývoje, ke studiu účinků různých zvukových vzorů na lidské vědomí, včetně proveditelnosti učení během spánku. Monroe často používal své výzkumné metody na sobě. V roce 1958, přišel k významnému objevu, Monroe začal zažívat stav vědomí samostatně a odděleně od fyzického těla. Popsal tento stav jako mimotělový stav (zkušenost mimo tělo). Tyto spontánní zkušenosti změnily průběh Monroeové života i směr jeho profesního úsilí.
Monroe začal experimentovat a zkoumat rozšířené formy lidského vědomí, které zažíval. Zaznamenal to s objektivitou reportéra a smyslem pro detail ve své knize, Cesty mimo tělo, která bylo zveřejněna v roce 1971. Tento veřejný záznam o jeho zkušenostech zaujal některé výzkumníky. Pragmatický obchodní vůdce, Monroe, a rostoucí skupina kolegů výzkumníků, začali pracovat na metodách vyvolání a ovládání jiné formy vědomí v laboratorním prostředí. Tento výzkum vedl k vývoji neinvazivní a snadno použitelnému audio-řízení technologie známé jako hemisférické synchronizace neboli Hemi-Sync. V roce 1974, původní výzkumná skupina byla rozšířena a stala se Monroeovým institutem, organizací zaměřenou na vedení seminářů ohledně kontroly a zkoumání lidského vědomí. O rok později, Monroeovi byl vydán první ze tří patentů pro "Frequency Following Response" neboli FFR, který je součástí metody Hemi-Sync, který mění stav mozku prostřednictvím zvuku. Roku 1976 o práci této organizace projevil roku 1976 zájem Esalenský institut, jakási vlajková loď hnutí Nového věku.
V průběhu dalších 20 let Monroe vyvinul sérii vícedenních seminářů, které umožňují účastníkům osobně zažít stavy ve fyzické časoprostorové realitě, stavěl školní areál pro výuku a výzkum, a vytvořil portfolio zvukových cvičení, jejichž cílem je zaměřit pozornost na snížení stresu, zlepšení meditace, zlepšení spánku a řízení bolesti.
V roce 1985 napsal druhou knihu, s názvem Daleké cesty a v roce 1994 napsal Návrat k pramenům. Monroe zemřel v roce 1995, ve věku 79.

## Monroeův institut
Monroeův institut poskytuje zážitkové pedagogické programy umožňující osobní zkoumání lidského vědomí. Institut slouží také jako jádro výzkumu zkoumajícího vývoj lidského vědomí a tvorby souvisejících informací pro dispozici veřejnosti. Institut se věnuje předpokladu, že zaměření na vědomí obsahuje řešení hlavních problémů lidské zkušenosti.